# Servitenkloster Erfurt
Das Servitenkloster Erfurt, auch Marienknechts- oder Stephanskloster genannt, war eine Niederlassung des Ordens der Serviten (Ordo Servorum Mariae, Ordenskürzel: OSM, volkstümlich Marienknechte genannt) in Erfurt (Thüringen). Im 15. Jahrhundert war es das größte Kloster der Serviten im deutschsprachigen Raum. Aus ihm gingen viele Mönche mit Universitätsabschluss hervor, die später Priore in anderen Servitenklöstern oder Provinzial der deutschsprachigen Ordensprovinz wurden. Das Kloster entstand um bzw. vor 1309. Es wurden nach dem Tod des letzten Mönchs im Jahr 1543 vom Rat der Stadt Erfurt eingezogen und seine Besitzungen von Ratsmitgliedern verwaltet.

## Lage

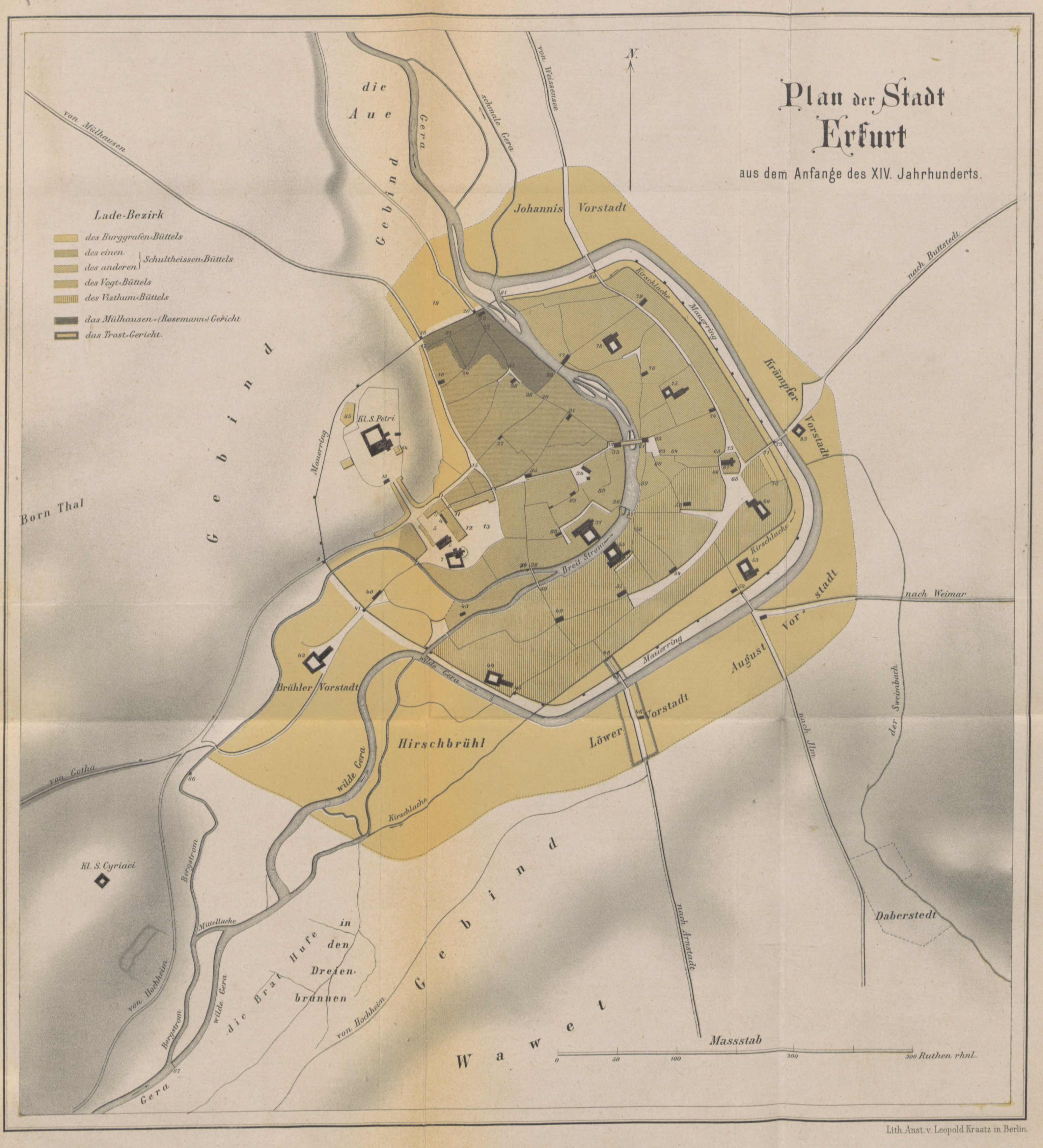
Rekonstruierter Stadtplan von Erfurt anfangs des 14. Jahrhunderts. Das Servitenkloster Erfurt vor dem Krämpfertor außerhalb des Mauerrings ist mit der Nr. 83 bezeichnet.

Das Servitenkloster stand vor dem Krämpfertor, etwa an der heutigen S-Bahn-Haltestelle Krämpfertor und auf dem dahinter liegenden Parkplatz. Von den Gebäuden des Klosters blieb oberirdisch nichts erhalten.

## Geschichte
Über den Zeitpunkt, wann die Serviten nach Erfurt kamen, gibt es in der Literatur verschiedene Angaben, die zwischen den Jahren 1282 und 1321 differieren. Nach der Urkundenlage lässt sich der Zeitpunkt der Klostergründung etwas eingrenzen.
Nach den Chronici Saxonici continuatio Erfordensis (zitiert in Souliers Chartae monasterii Erfordiensis) brannte 1291 die Kirche der Sackbrüder vor dem Krämpfertor zusammen mit einem Drittel der Stadt Erfurt, der Augustinerkirche, der Bartholomäuskirche und dem Kloster der Weißen Frauen nieder.
1309 wurde der Platz bzw. das ehemalige Kloster der Sackbrüder den Serviten durch kurfürstlich-mainzische Amtleute, den Propst des Jungfrauenkloster St. Martin und den Kantor des Severistiftes übereignet. Vorher war es erst im Besitz der Zisterzienserinnen von Bercha und dann des Jungfrauenklosters St. Martin. Da es heißt, dass die Nonnen in den Brühl „umzogen“, liegt nahe, dass sie bereits zuvor in der Nähe sesshaft waren, wofür es allerdings keine gesicherten Quellen gibt.
Die erste Urkunde mit einem Siegel des Erfurter Konvents ist datiert vom 1. Mai 1312. In dieser Urkunde wird als Prior ein Bruder Fridericus genannt. 1315 genehmigte Erzbischof Burchard von Magdeburg den Serviten, Almosen zu sammeln, die Beichte zu hören und zu predigen. 1316 versprach Dietrich, Titularbischof von Gabula, allen einen 40-tägigen Ablass, die dem neuen Kloster Gaben zukommen ließen. In dieser Urkunde wird das Kloster auch monasterium de Orto Sancte Marie prope muros Erfordenses genannt.
1381 erlaubte Erzbischof Adolph von Mainz mehreren Servitenklöstern, darunter auch dem Erfurter Kloster, die Sabbatpredigt sowie die Spende der Kirchensakramente einschließlich der Beerdigungen. 1389 verlieh der Legat des Papstes Urban VI., Philippus aus Alenconio, 100 Tage Ablass für die Besucher der Servitenkirche.
Das Servitenkloster galt als eines der ärmeren Klöster in Erfurt. 1486 zählte der Konvent insgesamt 29 Brüder, von denen aber 16 abwesend waren. Dazu kamen acht Kleriker und zwei Laienbrüder und 10 Präbenden. Das Kloster hatte sieben Terminierbezirke. In der Sakristei waren folgende Gegenstände vorhanden: das silberne Haupt des Heiligen Stefan, 5 Pacificalia, 11 Kelche, ein silbernes Kreuz, Messgewänder, ein silbernes Turibulum und eine silberne Monstranz. Das Kloster verfügte über siebzig Acker Wald.
Der Weimarer Amtsverweser, Friedrich von Kommerstedt, bezeugte 1498, dass das Kloster der Marienknechte laut einer Urkunde des Landgrafen Friedrich von Thüringen einen Hof mit 21 Acker Landes in Schwerstedt besaß, wovon allerdings nur noch 16 Acker vorhanden waren. 1534 hatte das Kloster noch einen Hof mit einer Landfläche von zwei Acker in Büßleben.
Zahlreiche der Erfurter Servitenmönche erwarben einen Universitätsabschluss, davon wurden einige später Prior in einem der deutschen Servitenklöster oder auch Provinzial.
Die letzten zwei Mönche des Klosters waren der Prior Nicolaus Brawer und der Kustos Andreas Holzheim. 1543 übergab Prior Brawer das fast leerstehende Kloster dem Rat der Stadt; er starb am 4. März 1543.

## Besitztümer des Klosters im Jahr 1485
Prior Johannes Pfennig legte 1485 ein Register an, in dem er alle Besitztümer und Einnahmen des Klosters verzeichnete. Dem Kloster gehörten derzeit 23 Mönche an, im Besitz des Klosters befanden sich acht Mietshäuser, zwei Gärten, vier große Weinberge, über 12 Acker Land, zwei Wiesen und zwei Waldstücke. Zum Inventar des Klosters gehörten 51 vollständige Ornate, die zum Teil mit Gold und Silberfäden durchwirkt und oft mit Perlen verziert waren. Die silbernen Spangen zeigten Löwenkopf- und Lindwurmornamente. Es waren 32 Schultertücher vorhanden, eines davon mit großen silbernen Spangen, die das Bild des Gekreuzigten trugen. Weiter hatte das Kloster 23 Messgewänder, 22 Alben, 13 Chorröcke, 12 Prunkstolen und 7 Tuniken. Der Schrein des Heiligen Stephanus enthielt einen Stein, den angeblich die Juden auf ihn geworfen hatten. In den Stein eingelassen war ein kleines Holzkreuz, angeblich aus dem Holz des Kreuzes Christi. Außerdem waren vorhanden elf Kelche, zwei Monstranzen, ein silbernes Weihrauchgefäß und eine silberne Nachbildung des Hauptes des Heiligen Stephanus. Die Bibliothek umfasste 305 Titel, wovon jedoch einige zu einem Band zusammengebunden waren.

## Nachnutzung der Gebäude
Nach der Übergabe der Klosters einschließlich dessen Besitzungen gab der Rat der Stadt Erfurt es 1544 in die Aufsicht von Bruder Ioannes Kitzinger vom Predigerorden. 1551 waren Hartmann Macke und Ludwig Administratoren des ehemaligen Klosters. 1570 waren die Erfurter Ratsmitglieder Hermann Worm und Bonaventura Padewitz Verwalter der Klosterbesitzungen.
1618 räumte der Rat der Stadt Erfurt den Augustinern das ehemalige Servitenkloster als Ersatz für das 1560 aufgehobene Augustinerkloster ein. Die Mönche wurden 1633 wieder aus den Gebäuden vertrieben. Im strengen Winter 1642/1643 wurde das Bauholz der Klostergebäude von den vor Erfurt lagernden schwedischen Truppen als Brennholz genutzt und die Gebäude zerstört. Oberirdisch sind keine Reste erhalten.

## Priore
- 1312, 1322: Friedrich, Prior[12][25]
- 1345: Arnold von Stolberg, Prior[26]
- 1353: Albert de Libinstete, Prior[27]
- 1367: Volr. (Volrad), Prior[28]
- 1441: Nicolaus Wissen, Prior[29]
- 1485 bis 1486: Johannes Pfennig (Denarii), Prior[7][30][19]
- 1486 bis 1489: Heinrich Wigand, Prior[31][32]
- 1496, 1498: Joannes Wandersleben, Prior[33][34]
- 1500, 1502ff.: Joannes Romstet[35][36]
- 1519: Joannes Wandersleben, Prior, Heinrich Voit, Subprior[37]
- 1531: Heinrich Voit, Prior,[38] Nicolaus Bruwer, Procurator[39]
- 1540 bis 4. März 1543†: Niclas Brawer, Prior[40][23]